# Caprella indeterminata
Caprella indeterminata is een vlokreeftensoort uit de familie van de Caprellidae. De wetenschappelijke naam van de soort is voor het eerst geldig gepubliceerd in 1994 door Vassilenko.